# Cantonul Bègles
Cantonul Bègles este un canton din arondismentul Bordeaux, departamentul Gironde, regiunea Aquitania, Franța.